# Baia di Collins
La baia di Collins (in inglese Collins Bay), centrata alle coordinate (65°21′S 64°04′W), è una baia situata sulla costa di Graham, nella parte occidentale della Terra di Graham, in Antartide. La baia è delimitata da punta Deliverance e capo Perez.

## Storia
La baia di Collins è stata scoperta dalla spedizione belga in Antartide del 1897-99, comandata da Adrien de Gerlache, ed è stata così battezzata nel 1959 dal Comitato britannico per i toponimi antartici in onore del contrammiraglio Kenneth St. B. Collins della marina militare britannica, idrografo della marina per molti a anni a partire dal 1955.